# Psychotria densivenosa
Psychotria densivenosa är en måreväxtart som beskrevs av Johannes Müller Argoviensis. Psychotria densivenosa ingår i släktet Psychotria och familjen måreväxter. Inga underarter finns listade i Catalogue of Life.